# Comissão Portuguesa de História Militar
A Comissão Portuguesa de História Militar (CPHM) MHSE é uma comissão nacional, criada pela Portaria n.º 247/89, de 4 de abril, e desde então tem prestado relevantes serviços em prol da promoção da cultura e da história militar portuguesa. Vem funcionando na direta dependência do Ministro da Defesa Nacional e tem a sua sede na Av. Ilha da Madeira, n.1, em Lisboa, nas instalações do Ministério da Defesa Nacional.

## Estrutura e atividades
Pelo Decreto-Lei n.º 59/98, de 17 de março, que reformulou a sua composição e orgânica, à CPHM passou a incumbir o estudo e a divulgação da história militar, e a gozar de plena autonomia cientifica. Os seus órgãos passaram a incluir o plenário, o presidente, o conselho cientifico e o secretário-geral. Entre as inúmeras atividades desenvolvidas em prol da cultura e da história militar de Portugal, destacam-se: seminários anuais; realização de conferências, encontros e seminários temáticos; participação nos congressos da International Commission of Military History; apoio à edição de obras de história militar; edição das atas e do boletim; cooperação com universidades e outras instituições como a Academia Portuguesa da História, a Sociedade Histórica da Independência de Portugal, a Sociedade de Geografia de Lisboa e a Academia das Ciências de Lisboa, entre outras; concessão do Prémio de Defesa Nacional; e concurso História Militar e Juventude, em cooperação com a Associação de Professores de História, e conversas Prémio Defesa Nacional.
A 26 de janeiro de 2023, foi agraciada com o grau de Membro-Honorário da Ordem Militar de Sant'Iago da Espada.

## Presidentes
- Tenente-General Manuel Freire Themudo Barata (9 de maio de 1989 – 25 de abril de 2003);
- Tenente-General Alexandre de Sousa Pinto (22 de dezembro de 2003 – 20 de julho de 2020);
- Major-General João Vieira Borges (21 de julho de 2020 -)